# Independencia San Martín
Independencia San Martín är en ort i Mexiko.   Den ligger i kommunen General Francisco R. Murguía och delstaten Zacatecas, i den centrala delen av landet, 700 km nordväst om huvudstaden Mexico City. Independencia San Martín ligger 2 037 meter över havet och antalet invånare är 591.
Terrängen runt Independencia San Martín är platt åt sydost, men åt nordväst är den kuperad. Runt Independencia San Martín är det mycket glesbefolkat, med 3 invånare per kvadratkilometer. Närmaste större samhälle är Nieves, 9,7 km sydost om Independencia San Martín. Omgivningarna runt Independencia San Martín är i huvudsak ett öppet busklandskap.